# Aethionema erinaceum
Aethionema erinaceum (Boiss.) Khosravi & Mumm. – gatunek skrzydlinki z rodziny kapustowatych (Brassicaceae Burnett). Występuje naturalnie w strefie alpejskiej w górach Zagros w Iranie. 

## Systematyka
Pozycja według APweb (aktualizowany system APG III z 2009)
Gatunek należy do rodzaju z rodziny kapustowatych (Brassicaceae Burnett) należącej do rzędu kapustowców (Brassicales Br.) reprezentującego dwuliścienne właściwe.
Wcześniej autorzy opisywali gatunek pod nazwą Acanthocardamum erinaceum (Boiss.) Thell. w monotypowym rodzaju Acanthocardamum Thell. Aby wyjaśnić systematyczną pozycję tego taksonu, porównano go z przedstawicielami plemion Aethionemeae i Lepidieae. Analiza molekularna jasno pokazała, że A. erinaceum nie jest blisko spokrewniony z pieprzycą (Lepidium L.) lub innymi przedstawicielami plemienia Lepidieae, ale zamiast tego jest zagnieżdżony w rodzaju skrzydlinka (Aethionema W. T. Aiton). Na podstawie wyników badań molekularnych oraz ponownej weryfikacji danych morfologicznych włączono Acanthocardamum erinaceum do skrzydlinki jako Aethionema erinaceum (Boiss.) Khosravi & Mummenhoff.